# Kotzebueův záliv

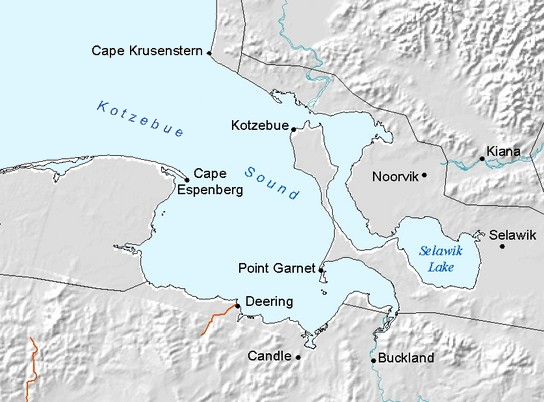
Mapa Kotzebueova zálivu

Kotzebueův záliv (anglicky Kotzebue Sound) je záliv Čukotského moře Severního ledového oceánu na západním pobřeží Aljašky na severozápadě Severní Ameriky. Leží severovýchodně od Beringova průlivu a odděluje Sewardův poloostrov na jihu od Baldwinova poloostrova na severu.
Na délku je přibližně 160 kilometrů dlouhý, na šířku zhruba 113 kilometrů široký. Největšími přítoky jsou Kobuk a Noatak. Nejvýznamnější lidská sídla jsou Kotzebue na špičce Baldwinova poloostrova a Deering a Kiwalik na jižním pobřeží.
Záliv je pojmenován po baltskoněmeckém ruském námořníkovi Ottovi von Kotzebue, který zde v roce 1816 zkoušel najít Severní mořskou cestu.